# La Peur des chiffres
 (avril 2023).
Si vous disposez d'ouvrages ou d'articles de référence ou si vous connaissez des sites web de qualité traitant du thème abordé ici, merci de compléter l'article en donnant les références utiles à sa vérifiabilité et en les liant à la section « Notes et références ».
La Peur des chiffres. L'illétrisme en mathématiques et ses conséquences est un ouvrage du mathématicien américain John Allen Paulos de 1988, paru en 1989 en France. Il traite de ce que l'auteur appelle l'achiffrisme, l'équivalent de l'illettrisme pour les mathématiques.
Paulos articule son ouvrage autour de deux grands thèmes (qui ne sont pas strictement distincts dans le livre):
- Une partie mathématique: Il y traite des dangers de l'achiffrisme, de la méconnaissance des probabilités et des statistiques de base, avec des exemples à l'appui (comme des arnaques boursières).

- Une partie plus généraliste sur les sciences au sens large: Il y effectue des démonstrations visant à démystifier certains phénomènes paranormaux, ou bien l'astrologie et certaines autres pseudo-sciences dont il juge les Américains trop friands (en ce sens, sa démarche peut être rapprochée de celle de Henri Broch avec ses ouvrages de vulgarisation et de zététique).

## Chapitres
1. Exemples et principes.
2. Probabilité et coïncidence.
3. Pseudo-science.
4. D'où vient l'achiffrisme?
5. Statistiques, trafics et société.